# Tidar Utara
Tidar Utara is een bestuurslaag in het regentschap Magelang van de provincie Midden-Java, Indonesië. Tidar Utara telt 7564 inwoners (volkstelling 2010).